# Schlacht bei Auneau
In der Schlacht bei Auneau trafen am 24. November 1587 während des Achten Hugenottenkriegs katholische und protestantische Truppen aufeinander.

## Verlauf
Einen Monat nach der Schlacht bei Vimory vernichtete der Herzog von Guise die Truppen Fabian I. von Dohnas, die die protestantischen Fürsten zur Rettung Heinrich von Navarras geschickt hatten.
Die protestantische Seite bestand aus 2000 bis 3000 Reîtres, die katholische aus etwa 3000 Infanteristen, darunter 2500 Arkebusiere, und 1000 Reiter. Die Verluste betrugen 1000 Mann auf protestantischer Seite, während die katholische Seite kaum betroffen war.
Die Kapitulation, die in Marsigny-les-Nonnains erklärt wurde, sah vor, dass „kein Franzose oder Ausländer Waffen gegen den König tragen wird und dass Ausländer nur auf seine Bitte hin nach Frankreich kommen werden“. Die Vereinbarung wurde zuerst vom Fürsten Conti als Kommandeur der einen Seite, Fabian I. von Dohna und Oberst Bourg als Kommandeure der anderen Seite, danach vom König Heinrich III. unterzeichnet (der Herzog von Epernon brachte ihm das Dokument nach Nevers). Die königlichen Truppen kehrten anschließend nach Paris zurück.